# Римский-Корсаков, Михаил Михайлович
Михаил Михайлович Римский-Корсаков (25 февраля 1872 — 14 февраля 1950, Копенгаген25.02.1872 – 14.02.1950, Копенгаген) - русский морской офицер, капитан 1-го ранга. Участник Русско-японской и Первой мировой войны. Участник Гражданской войны в России. Контр-адмирал ВСЮР (1919). В эмиграции.

## Биография
Окончил Морской кадетский корпус в 1890 году. Окончил Артиллерийский офицерский класс (1897). Окончил гидрографическое отделение Николаевской Морской академии (1900, с занесением на мраморную доску). Участвовал в походе в Китай 1900 – 1901 годах для подавления Ихэтуаньского восстания.
Участник Русско-японской войны. Отличился при обороне Порт-Артура (27.01 – 20.12.1904). Офицером высшего оклада служил в Морском Генеральном Штабе (1906 – 1908 и 1909 – 1910). Командовал яхтой "Стрела" (1908 – 1909), учебным судном "Верный" (1911 – 1912) и эсминцем Черноморского флота "Лейтенант Зацаренный" (1912 – 1913).
Незадолго до Великой войны назначен военно-морским агентом в Германии (9.06.1914, одновременно в Голландии). С 22.06.1915 исполнял должность начальника Батумского отряда судов Черноморского флота. Обеспечивал морское прикрытие Трапезундской операции.
Начальник Отряда судов северо-западной части Черного моря в 1916  году.
В 1916 году капитан 1 ранга М.М. Римский-Корсаков был назначен командиром линкора дредноутного типа "Три Святителя" (22.11.1916 — 17.12.1917).
При гетманате капитан 1 ранга М.М. Римский-Корсаков был приглашён украинскими  властями на должность командира Николаевского порта,  которую он занимал до декабря 1918 г.
С конца декабря 1918 года до августа 1919 года Михаил Михайлович состоял представителем русского командования при французской военной миссии в Ревеле. По просьбе своего однокашника по Морскому училищу контр-адмирала В. К. Пилкина, поднимал на посыльном судне "Китобой" Андреевский флаг в день передачи корабля англичанами (19.06.1919).
Осенью того же года выехал в Крым, где назначен начальником штаба Черноморского флота. Контр-адмирал (произведен приказом Главкома ВСЮР генерал-лейтенанта Деникина 24.11.1919). С января 1920 занимал должность командира Николаевского порта. После реорганизации Вооруженных сил Юга России в Русскую армию Врангеля (11.05.1920) эвакуировался из Феодосии в Константинополь.
В эмиграции в Югославии, затем в Дании. Проживал в Копенгагене, возглавлял местное объединение бывших русских морских офицеров. Похоронен на кладбище острова Амагер.

## Награды
- орден Св. Анны 3-й ст. с мечами и бантом (14.03.1904) за отличия при обороне Порт-Артура;
- орден Св. Владимира 3-й ст. с мечами за отличие в делах против неприятеля (1.12.1915);
- Георгиевское оружие (5.07.1916).